# Мерішор (Марамуреш)
Мерішор (рум. Merișor) — село у повіті Марамуреш в Румунії. Адміністративно підпорядковане місту Теуцій-Мегереуш.
Село розташоване на відстані 414 км на північний захід від Бухареста, 12 км на захід від Бая-Маре, 99 км на північ від Клуж-Напоки.

## Населення
За даними перепису населення 2002 року у селі проживали 252 особи, з них 249 осіб (98,8%) румунів. Рідною мовою 250 осіб (99,2%) назвали румунську.